# Filippo Guglielmo d'Orange
Filippo Guglielmo d'Orange-Nassau (Buren, 19 dicembre 1554 – Bruxelles, 20 febbraio 1618) fu Principe d'Orange dal 1584.

## Biografia
Era il figlio maggiore di Guglielmo il Taciturno e della sua prima moglie, Anna di Egmont. Fu nominato Cavaliere dell'Ordine del Toson d'oro nel 1599.
Quando Guglielmo il Taciturno ignorò l'ordine di Fernando Álvarez de Toledo, Duca d'Alba, di ritornare a Bruxelles e rimase in Germania, Filippo Guglielmo, all'età di appena 13 anni, studiava all'Università di Lovanio. Catturato nel febbraio del 1568, venne portato come ostaggio in Spagna, dove venne educato al cattolicesimo e alla lealtà verso la Spagna. Egli non avrebbe mai più rivisto il padre. Sua madre era già morta nel 1558.
In Spagna continuò i propri studi all'Università di Alcalá. Egli mantenne la propria fede cattolica sino al 1567. Dopo il massacro della Notte di san Bartolomeo del 1572 passò alla fazione calvinista. Rimase comunque in Spagna sino al 1596, quando tornò nel sud dei Paesi Bassi. I suoi interessi nella Repubblica delle Sette Province Unite erano molto forti e tesi a difendere la sorella, Maria di Nassau, contro il fratellastro Maurizio di Nassau, che contestava i diritti di Filippo Guglielmo sulla baronia e sulla città di Breda.

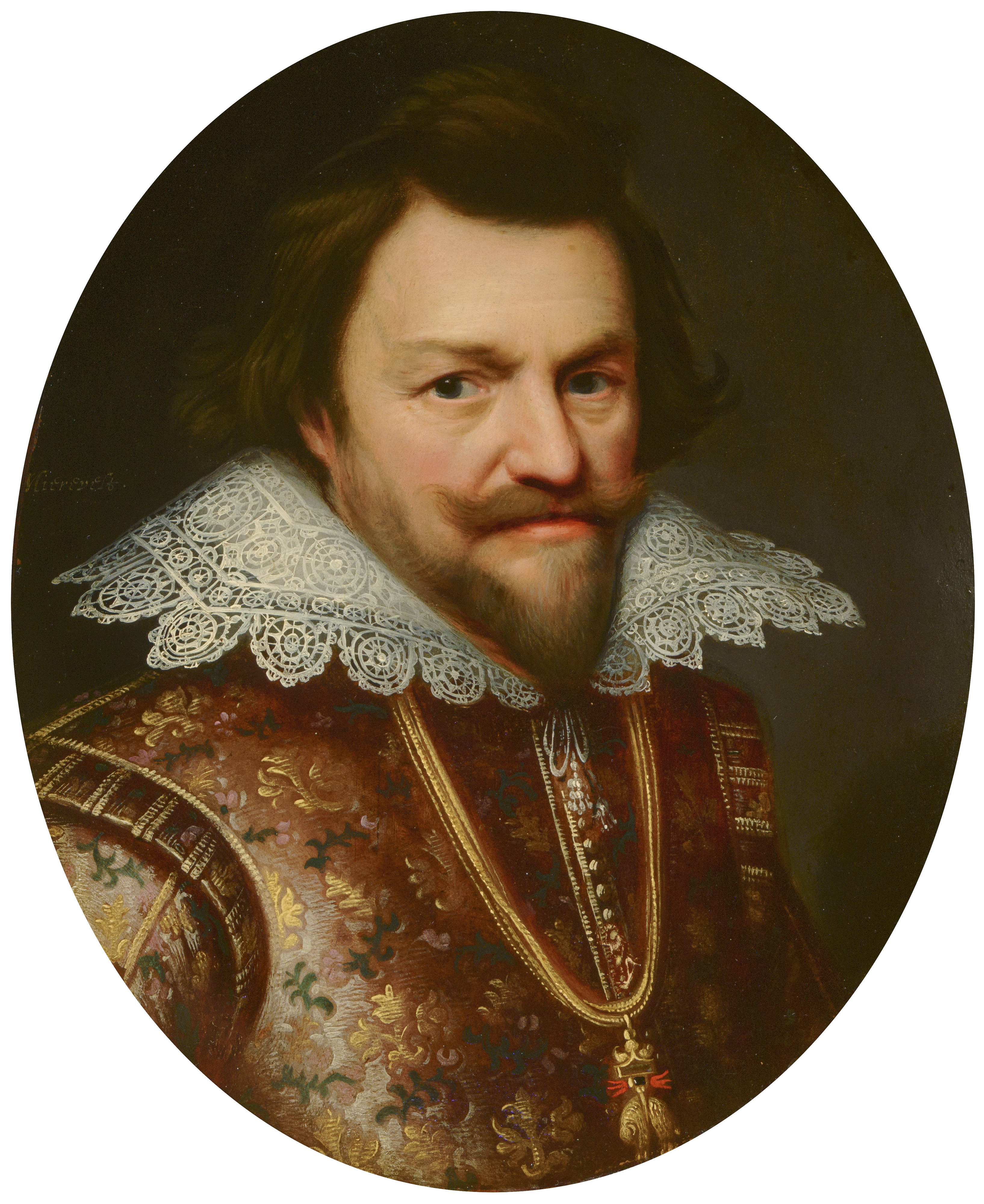
Ritratto di Filippo Guglielmo d'Orange

Nel 1606 Filippo Guglielmo venne riconosciuto dalla Repubblica come Signore di Breda e Steenbergen, con il diritto di nominare i magistrati pubblici. Egli fece la propria entrata trionfale nella città di Breda nel luglio del 1610 e da allora sino alla propria morte nominò i magistrati nella propria signoria. Anche se permise nuovamente di celebrare gli offici cattolici nel castello di Breda, non tentò mai di contrastare il predominio della chiesa riformata nella città. Ebbe degli scontri con gli Stati Generali nel 1613, quando annullarono il suo titolo di Drost (signore) cattolico. Egli dovette quindi cooperare con il governatore militare di Breda, il suo fratellastro Giustino di Nassau, che era fermamente fedele agli Stati Generali.

## Matrimonio e successione
Filippo Guglielmo sposò Eleonora di Borbone-Condé, figlia di Enrico I di Borbone-Condé cugino del re Enrico IV di Francia, ma morì nel 1618 senza alcun erede. Per questo motivo Maurizio di Nassau poté ottenere il titolo di Principe d'Orange.

## Antenati
|                                                 |                                           |                                             | Genitori                                            |  |  | Nonni |  |  | Bisnonni                               |  |  | Trisnonni                               |  |
|                                                 |                                           |                                             |                                                     |  |  |       |  |  | Giovanni V, conte di Nassau-Dillenburg |  |  | Giovanni IV, conte di Nassau-Dillenburg |  |
|                                                 |                                           |                                             |                                                     |  |  |       |  |  | Giovanni V, conte di Nassau-Dillenburg |  |  | Giovanni IV, conte di Nassau-Dillenburg |  |
|                                                 |                                           | Maria di Loon-Heinsberg                     |                                                     |  |  |       |  |  | Giovanni V, conte di Nassau-Dillenburg |  |  |                                         |  |
| Guglielmo I, conte di Nassau-Dillenburg         |                                           |                                             |                                                     |  |  |       |  |  | Giovanni V, conte di Nassau-Dillenburg |  |  |                                         |  |
|                                                 |                                           | Elisabetta d'Assia-Marburg                  | Enrico III, langravio d'Assia-Marburg               |  |  |       |  |  |                                        |  |  |                                         |  |
|                                                 |                                           | Elisabetta d'Assia-Marburg                  | Enrico III, langravio d'Assia-Marburg               |  |  |       |  |  |                                        |  |  |                                         |  |
|                                                 |                                           | Elisabetta d'Assia-Marburg                  | Anna di Katzenelnbogen                              |  |  |       |  |  |                                        |  |  |                                         |  |
| Guglielmo I, principe d'Orange                  |                                           | Elisabetta d'Assia-Marburg                  |                                                     |  |  |       |  |  |                                        |  |  |                                         |  |
|                                                 |                                           | Bodo VIII, conte di Stolberg-Wernigerode    | Enrico XIX, conte di Stolberg-Wernigerode           |  |  |       |  |  |                                        |  |  |                                         |  |
|                                                 |                                           | Bodo VIII, conte di Stolberg-Wernigerode    | Enrico XIX, conte di Stolberg-Wernigerode           |  |  |       |  |  |                                        |  |  |                                         |  |
|                                                 |                                           | Bodo VIII, conte di Stolberg-Wernigerode    | Margherita di Mansfeld                              |  |  |       |  |  |                                        |  |  |                                         |  |
| Giuliana di Stolberg-Wernigerode                |                                           | Bodo VIII, conte di Stolberg-Wernigerode    |                                                     |  |  |       |  |  |                                        |  |  |                                         |  |
|                                                 |                                           | Anna di Eppstein-Königstein                 | Filippo I, conte di Eppstein-Königstein             |  |  |       |  |  |                                        |  |  |                                         |  |
|                                                 |                                           | Anna di Eppstein-Königstein                 | Filippo I, conte di Eppstein-Königstein             |  |  |       |  |  |                                        |  |  |                                         |  |
|                                                 |                                           | Anna di Eppstein-Königstein                 | Luisa di Mark-Arenberg                              |  |  |       |  |  |                                        |  |  |                                         |  |
| Filippo Guglielmo, principe d'Orange            |                                           | Anna di Eppstein-Königstein                 |                                                     |  |  |       |  |  |                                        |  |  |                                         |  |
|                                                 | Floris d'Egmont, conte di Buren e Leerdam | Federico d'Egmont, conte di Buren e Leerdam |                                                     |  |  |       |  |  |                                        |  |  |                                         |  |
|                                                 | Floris d'Egmont, conte di Buren e Leerdam | Federico d'Egmont, conte di Buren e Leerdam |                                                     |  |  |       |  |  |                                        |  |  |                                         |  |
|                                                 | Floris d'Egmont, conte di Buren e Leerdam | Aleida di Culemborg                         |                                                     |  |  |       |  |  |                                        |  |  |                                         |  |
| Massimiliano d'Egmont, conte di Buren e Leerdam | Floris d'Egmont, conte di Buren e Leerdam |                                             |                                                     |  |  |       |  |  |                                        |  |  |                                         |  |
|                                                 |                                           | Margarita di Glymes                         | Cornelio di Glymes, signore di Revenbroek           |  |  |       |  |  |                                        |  |  |                                         |  |
|                                                 |                                           | Margarita di Glymes                         | Cornelio di Glymes, signore di Revenbroek           |  |  |       |  |  |                                        |  |  |                                         |  |
|                                                 |                                           | Margarita di Glymes                         | Maria Margherita di Strijen, signora di Zevenbergen |  |  |       |  |  |                                        |  |  |                                         |  |
| Anna d'Egmont, contessa di Buren e Leerdam      |                                           | Margarita di Glymes                         |                                                     |  |  |       |  |  |                                        |  |  |                                         |  |
|                                                 |                                           | Ugo di Lannoy, signore di Tronchiennes      | Filippo di Lannoy, signore di Santes                |  |  |       |  |  |                                        |  |  |                                         |  |
|                                                 |                                           | Ugo di Lannoy, signore di Tronchiennes      | Filippo di Lannoy, signore di Santes                |  |  |       |  |  |                                        |  |  |                                         |  |
|                                                 |                                           | Ugo di Lannoy, signore di Tronchiennes      | Bona di Lannoy                                      |  |  |       |  |  |                                        |  |  |                                         |  |
| Francesca di Lannoy                             |                                           | Ugo di Lannoy, signore di Tronchiennes      |                                                     |  |  |       |  |  |                                        |  |  |                                         |  |
|                                                 |                                           | Maria di Bouchout                           | Daniele VI di Bouchout, signore di Bouleurs         |  |  |       |  |  |                                        |  |  |                                         |  |
|                                                 |                                           | Maria di Bouchout                           | Daniele VI di Bouchout, signore di Bouleurs         |  |  |       |  |  |                                        |  |  |                                         |  |
|                                                 |                                           | Maria di Bouchout                           | Maria di Lussemburgo-Saint Pol                      |  |  |       |  |  |                                        |  |  |                                         |  |
|                                                 |                                           | Maria di Bouchout                           |                                                     |  |  |       |  |  |                                        |  |  |                                         |  |